# Graecophaedusa sperrlei
Graecophaedusa sperrlei is een slakkensoort uit de familie van de Clausiliidae. De wetenschappelijke naam van de soort is voor het eerst geldig gepubliceerd in 1982 door Rahle.